# إرلينغ إيفنسن
إرلينغ إيفنسن (بالنرويجية البوكمول: Erling Evensen)‏ هو متزحلق نرويجي، ولد في 29 أبريل 1914 في رينغساكر في النرويج، وتوفي بنفس المكان في 31 يوليو 1998.

## وصلات خارجية
- إرلينغ إيفنسن على موقع أوليمبيديا (الإنجليزية)